# Wladimir Sergejewitsch Ignatowski
Wladimir Sergejewitsch Ignatowski (auch Waldemar Sergius von Ignatowsky und andere Schreibweisen; russisch Владимир Сергеевич Игнатовский; * 8.jul. / 20. März 1875greg. in Tiflis, Russisches Kaiserreich, heute Georgien; † 30. Januar 1942 in Leningrad, Sowjetunion) war ein russischer/sowjetischer Physiker. Er beschäftigte sich vor allem mit der Ausbreitung elektromagnetischer Wellen und der speziellen Relativitätstheorie.

## Leben und Werk
Ignatowski graduierte 1906 in St. Petersburg. Von 1906 bis 1908 studierte er an der Universität Gießen weiter und wurde dort 1909 bei Walter König promoviert. Von 1911 bis 1914 lehrte er an der Höheren Technischen Schule in Berlin. Danach arbeitet er an verschiedenen Instituten in der Sowjetunion. 1932 wurde er korrespondierendes Mitglied der sowjetischen Akademie der Wissenschaften. Wie Alexander Solschenizyn in seinem Werk Der Archipel Gulag berichtet, wurde Ignatowski 1941 wie viele andere von den sowjetischen Behörden wegen absurder Vorwürfe festgenommen. Er wurde 1942 in Leningrad exekutiert, weil er nach Ansicht der stalinistischen Behörden 1909 vom deutschen Geheimdienst angeworben worden sei, allerdings nicht um im nächsten Krieg (dem Ersten Weltkrieg), sondern im übernächsten Krieg (dem Zweiten Weltkrieg) zu spionieren. Er wurde 1955 rehabilitiert.
Ignatowski verfasste mehrere Arbeiten über die Spezielle Relativitätstheorie (SRT). So versuchte er 1910 als erster, die Lorentz-Transformation aus gruppentheoretischen Überlegungen alleine auf Basis des Relativitätsprinzips abzuleiten, ohne wie in Albert Einsteins klassischer Herleitung das Postulat der Konstanz der Lichtgeschwindigkeit gesondert zu benutzen (1910b, 1911b, 1911c). Dies gelang ihm, doch die von ihm gefundene invariante Grenzgeschwindigkeit blieb vorerst unbestimmt. Dass diese mit der Lichtgeschwindigkeit im Vakuum übereinstimmt, leitete er aus der wechselseitigen Lorentzkontraktionen von elektrostatischen Feldern ab, die in zwei gegeneinander bewegten Inertialsystemen beobachtet werden.
Unabhängig zeigten dies auch Philipp Frank und Hermann Rothe 1911, wobei sie einige Unstimmigkeiten in Ignatowskis Arbeit korrigierten.
Ebenso untersuchte er die Möglichkeit der Existenz starrer Körper in der SRT, wobei er feststellte, dass dies nur sehr eingeschränkt möglich sei (1910a, 1911a). Dabei kam er allerdings aufgrund einer unkorrekten Interpretation der Relativität der Gleichzeitigkeit zu dem Ergebnis, dass sich bei Überlichtgeschwindigkeiten Deformationen der Körper ergäben. Beispielsweise wenn ein Körper in einen Inertialsystem an beiden Enden A und B gleichzeitig angehoben wird, erfolgt dies aus der Sicht eines anderen Inertialsystems nicht gleichzeitig, und der Körper wird in diesem System einem Knick unterworfen sein (siehe z. B. das Maßstabsparadoxon). Wichtig dabei ist, dass gemäß der Relativitätstheorie die beiden Ereignisse bei A und B kausal nicht miteinander verknüpft sind, d. h., sie sind so weit voneinander entfernt, dass ein mit Lichtgeschwindigkeit ausgesandtes Signal nicht rechtzeitig eintreffen kann, um das Stattfinden des jeweils anderen Ereignisses zu beeinflussen (d. h., der Abstand der Ereignisse ist „raumartig“). Ignatowski ließ vorerst offen, ob es sich hierbei um eine Signalgeschwindigkeit handelt (1910b). Doch zeigte er später, dass es sich hierbei nur um scheinbare Überlichtgeschwindigkeiten handelt, nicht um Signalgeschwindigkeiten, welche somit in Übereinstimmung mit der Relativitätstheorie sind (1911g). Ignatowski gelang es auch (gleichzeitig mit Gustav Herglotz und Ernst Lamla), einige grundlegende Zusammenhänge der relativistischen Hydrodynamik zu formulieren (1911f).
Bekannt wurde Ignatowski auch für seine Arbeiten auf dem Gebiet der Optik, wobei er (nach Solschenizyn) in der Sowjetunion den einzigen optisch-mechanischen Betrieb gründete. Bereits 1906 war er für Ernst Leitz senior tätig und verbesserte die Dunkelfeldbeleuchtung wesentlich.

## Veröffentlichungen
Relativitätstheorie
- Ignatowsky, W. v.: Der starre Körper und das Relativitätsprinzip. In: Annalen der Physik. 338. Jahrgang, Nr. 13, 1910, S. 607–630, doi:10.1002/andp.19103381309, bibcode:1910AnP...338..607I (bnf.fr).
- Ignatowsky, W. v.: Einige allgemeine Bemerkungen über das Relativitätsprinzip. In: Physikalische Zeitschrift. 11. Jahrgang, 1910, S. 972–976.
- Ignatowsky, W. v.: Bemerkung zu der Arbeit: Der starre Körper und das Relativitätsprinzip. In: Annalen der Physik. 339. Jahrgang, Nr. 2, 1911, S. 373–375, doi:10.1002/andp.19113390209, bibcode:1911AnP...339..373I (bnf.fr).
- Ignatowsky, W. v.: Das Relativitätsprinzip. In: Archiv der Mathematik und Physik. 17. Jahrgang, 1911, S. 1–24.
- Ignatowsky, W. v.: Das Relativitätsprinzip. In: Archiv der Mathematik und Physik. 18. Jahrgang, 1911, S. 17–40.
- Ignatowsky, W. v.: Zur Elastizitätstheorie vom Standpunkt des Relativitätsprinzips. In: Physikalische Zeitschrift. 12. Jahrgang, 1911, S. 164–169.
- Ignatowsky, W. v.: Zum Ehrenfestschen Paradoxon. In: Physikalische Zeitschrift. 12. Jahrgang, 1911, S. 414.
- Ignatowsky, W. v.: Zur Hydrodynamik vom Standpunkte des Relativitätsprinzips. In: Physikalische Zeitschrift. 12. Jahrgang, 1911, S. 441–442.
- Ignatowsky, W. v.: Über Überlichtgeschwindigkeiten in der Relativitätstheorie. In: Physikalische Zeitschrift. 12. Jahrgang, 1911, S. 776–778.
- Ignatowsky, W. v.: Eine Bemerkung zu meiner Arbeit: "Einige allgemeine Bemerkungen zum Relativitätsprinzip". In: Physikalische Zeitschrift. 12. Jahrgang, 1911, S. 779.

Weiteres
- Ignatowsky, W. v.: Reflexion elektromagnetischer Wellen an einem Draht. In: Annalen der Physik. 323. Jahrgang, Nr. 13, 1905, S. 495–522, doi:10.1002/andp.19053231305.
- Ignatowsky, W. v.: Berichtigung zu der Arbeit: Reflexion elektromagnetischer Wellen an einem Draht. In: Annalen der Physik. 323. Jahrgang, Nr. 15, 1905, S. 1078, doi:10.1002/andp.19053231517.
- Ignatowsky, W. v.: Diffraktion und Reflexion, abgeleitet aus den Maxwellschen Gleichungen. In: Annalen der Physik. 328. Jahrgang, Nr. 10, 1907, S. 875–904, doi:10.1002/andp.19073281005.
- Ignatowsky, W. v.: Berechnung des Widerstandes eines Drahtes bei der Reflexion von elektromagnetischen Wellen. In: Annalen der Physik. 328. Jahrgang, Nr. 10, 1907, S. 905–906, doi:10.1002/andp.19073281006.
- Ignatowsky, W. v.: Diffraktion und Reflexion, abgeleitet aus den Maxwellschen Gleichungen. In: Annalen der Physik. 330. Jahrgang, Nr. 1, 1908, S. 99–117, doi:10.1002/andp.19083300108.
- Ignatowsky, W. v.: Diffraktion und Reflexion, abgeleitet aus den Maxwellschen Gleichungen. In: Annalen der Physik. 331. Jahrgang, Nr. 10, 1908, S. 1031–1032, doi:10.1002/andp.19083311012 (englisch).
- Ignatowsky, W. v.: Über totale Reflexion. In: Annalen der Physik. 342. Jahrgang, Nr. 5, 1912, S. 901–910, doi:10.1002/andp.19123420504.
- Ignatowsky, W. v. & Oettinger, E.: Experimentelle Untersuchungen zur Totalreflexion. In: Annalen der Physik. 342. Jahrgang, Nr. 5, 1912, S. 911–922, doi:10.1002/andp.19123420505 (englisch).
- Ignatowsky, W. v.: Zur Theorie der Gitter. In: Annalen der Physik. 349. Jahrgang, Nr. 11, 1914, S. 369–436, doi:10.1002/andp.19143491103.
- Ignatowsky, W. v.: Zur Theorie der Beugung an schwarzen Schirmen und Erwiderung an F. Kottler. In: Annalen der Physik. 319. Jahrgang, Nr. 14, 1925, S. 589–643, doi:10.1002/andp.19253821402.
- Ignatowsky, W. v.: Zur Theorie der Beugung an schwarzen Schirmen. In: Annalen der Physik. 388. Jahrgang, Nr. 15, 1927, S. 977–978, doi:10.1002/andp.19273881506.
- Ignatowsky, W. v.: Über doppelpolige Lösungen der Wellengleichung. In: Mathematische Zeitschrift. 34. Jahrgang, 1932, S. 1–34, doi:10.1007/BF01180574 (digizeitschriften.de).